# Balby
Balby – wieś w Anglii, w hrabstwie ceremonialnym South Yorkshire, w dystrykcie metropolitalnym Doncaster. Leży 25 km na północny wschód od miasta Sheffield i 233 km na północ od Londynu. W 2001 miejscowość liczyła 14 280 mieszkańców.